# Campeonato Sudamericano Sub-17 de 1991
El IV Campeonato Sudamericano Sub-17 se realizó en la ciudad de Asunción, Paraguay, entre el 4 y el 19 de mayo del año de 1991. Este torneo entregó tres cupos a la Copa Mundial de Fútbol Sub-17 realizada ese mismo año en Italia. Los representantes sudamericanos fueron Brasil, Uruguay y Argentina.

## Participantes
Participaron las diez selecciones nacionales de fútbol afiliadas a la Conmebol:
| Equipos participantes | Equipos participantes | Equipos participantes | Equipos participantes | Equipos participantes |
| --------------------- | --------------------- | --------------------- | --------------------- | --------------------- |
| Argentina             | Bolivia               | Brasil                | Chile                 | Colombia              |
| Ecuador               | Paraguay              | Perú                  | Uruguay               | Venezuela             |

## Primera fase

#### Grupo A
| Equipo    | Pts. | PJ | PG | PE | PP | GF | GC | Dif |
| --------- | ---- | -- | -- | -- | -- | -- | -- | --- |
| Argentina | 7    | 4  | 3  | 1  | 0  | 7  | 4  | 3   |
| Chile     | 5    | 4  | 2  | 1  | 1  | 5  | 2  | 3   |
| Paraguay  | 5    | 4  | 1  | 3  | 0  | 6  | 4  | 2   |
| Perú      | 3    | 4  | 1  | 1  | 2  | 7  | 7  | 0   |
| Venezuela | 0    | 4  | 0  | 0  | 4  | 0  | 8  | -8  |

| 4 de mayo de 1991, | Argentina | 2:1 | Chile | ?, Asunción (?) |  |
|                    |           |     |       | Árbitro(s): ?   |  |

| 4 de mayo de 1991, | Perú | 2:2 | Paraguay | ?, Asunción (?) |  |
|                    |      |     |          | Árbitro(s): ?   |  |

| 6 de mayo de 1991, | Chile | 3:0 | Perú | ?, Asunción (?) |  |
|                    |       |     |      | Árbitro(s): ?   |  |

| 6 de mayo de 1991, | Paraguay | 2:0 | Venezuela | ?, Asunción (?) |  |
|                    |          |     |           | Árbitro(s): ?   |  |

| 8 de mayo de 1991, | Chile | 1:0 | Venezuela | ?, Asunción (?) |  |
|                    |       |     |           | Árbitro(s): ?   |  |

| 8 de mayo de 1991, | Argentina | 2:1 | Perú | ?, Asunción (?) |  |
|                    |           |     |      | Árbitro(s): ?   |  |

| 10 de mayo de 1991, | Argentina | 1:0 | Venezuela | ?, Asunción (?) |  |
|                     |           |     |           | Árbitro(s): ?   |  |

| 10 de mayo de 1991, | Chile | 0:0 | Paraguay | ?, Asunción (?) |  |
|                     |       |     |          | Árbitro(s): ?   |  |

| 12 de mayo de 1991, | Perú | 4:0 | Venezuela | ?, Asunción (?) |  |
|                     |      |     |           | Árbitro(s): ?   |  |

| 12 de mayo de 1991, | Argentina | 2:2 | Paraguay | ?, Asunción (?) |  |
|                     |           |     |          | Árbitro(s): ?   |  |

#### Grupo B
| Equipo   | Pts | PJ | PG | PE | PP | GF | GC | Dif |
| -------- | --- | -- | -- | -- | -- | -- | -- | --- |
| Uruguay  | 6   | 4  | 2  | 2  | 0  | 16 | 1  | 15  |
| Brasil   | 6   | 4  | 3  | 0  | 1  | 14 | 3  | 11  |
| Colombia | 5   | 4  | 2  | 1  | 1  | 10 | 4  | 6   |
| Ecuador  | 3   | 4  | 1  | 1  | 2  | 9  | 8  | 1   |
| Bolivia  | 0   | 4  | 0  | 0  | 4  | 0  | 33 | -33 |

| 5 de mayo de 1991 | Colombia | 8:0 | Bolivia | Estadio Osvaldo Domínguez Dibb, Asunción |  |

| 5 de mayo de 1991 | Brasil | 5:2 | Ecuador | Estadio Osvaldo Domínguez Dibb, Asunción |  |

| 7 de mayo de 1991, | Colombia | 2:1 | Ecuador | ?, Asunción (?) |  |
|                    |          |     |         | Árbitro(s): ?   |  |

| 7 de mayo de 1991, | Uruguay | 14:0 | Bolivia | ?, Asunción (?) |  |
|                    |         |      |         | Árbitro(s): ?   |  |

| 9 de mayo de 1991, | Colombia | 0:0 | Uruguay | ?, Asunción (?) |  |
|                    |          |     |         | Árbitro(s): ?   |  |

| 9 de mayo de 1991, | Brasil | 6:0 | Bolivia | ?, Asunción (?) |  |
|                    |        |     |         | Árbitro(s): ?   |  |

| 11 de mayo de 1991, | Uruguay | 1:0 | Brasil | ?, Asunción (?) |  |
|                     |         |     |        | Árbitro(s): ?   |  |

| 11 de mayo de 1991, | Ecuador | 5:0 | Bolivia | ?, Asunción (?) |  |
|                     |         |     |         | Árbitro(s): ?   |  |

| 13 de mayo de 1991, | Brasil | 3:0 | Colombia | ?, Asunción (?) |  |
|                     |        |     |          | Árbitro(s): ?   |  |

| 13 de mayo de 1991, | Uruguay | 1:1 | Ecuador | ?, Asunción (?) |  |
|                     |         |     |         | Árbitro(s): ?   |  |

### Fase final
| Equipo    | Pts. | PJ | PG | PE | PP | GF | GC | Dif |
| --------- | ---- | -- | -- | -- | -- | -- | -- | --- |
| Brasil    | 4    | 3  | 2  | 0  | 1  | 4  | 3  | 1   |
| Uruguay   | 3    | 3  | 1  | 1  | 1  | 3  | 3  | 0   |
| Argentina | 3    | 3  | 1  | 1  | 1  | 3  | 3  | 0   |
| Chile     | 2    | 3  | 0  | 2  | 1  | 2  | 3  | -1  |

| 15 de mayo de 1991, | Uruguay | 1:1 | Chile | ?, Asunción (?) |  |
|                     |         |     |       | Árbitro(s): ?   |  |

| 15 de mayo de 1991, | Brasil | 2:1 | Argentina | ?, Asunción (?) |  |
|                     |        |     |           | Árbitro(s): ?   |  |

| 17 de mayo de 1991, | Argentina | 0:0 | Chile | ?, Asunción (?) |  |
|                     |           |     |       | Árbitro(s): ?   |  |

| 17 de mayo de 1991, | Uruguay | 1:0 | Brasil | ?, Asunción (?) |  |
|                     |         |     |        | Árbitro(s): ?   |  |

| 19 de mayo de 1991, | Brasil | 2:1 | Chile | ?, Asunción (?) |  |
|                     |        |     |       | Árbitro(s): ?   |  |

| 19 de mayo de 1991, | Argentina | 2:1 (0:3 pen.) | Uruguay | ?, Asunción (?) |  |
|                     |           |                |         | Árbitro(s): ?   |  |

- Argentina y Uruguay definieron por penales para determinar el subcampeón.

|                           |
| Bandera de Brasil         |
| Campeón Brasil 2.º título |

## Cuadro Final
|    | Selección | Pts. | PJ | PG | PE | PP | GF | GC | Dif. |
| 1  | Brasil    | 10   | 7  | 5  | 0  | 2  | 18 | 6  | 12   |
| 2  | Uruguay   | 9    | 7  | 3  | 3  | 1  | 19 | 4  | 15   |
| 3  | Argentina | 10   | 7  | 4  | 2  | 1  | 10 | 7  | 3    |
| 4  | Chile     | 7    | 7  | 2  | 3  | 2  | 7  | 5  | 2    |
| 5  | Colombia  | 5    | 4  | 2  | 1  | 1  | 10 | 4  | 6    |
| 7  | Paraguay  | 5    | 4  | 1  | 3  | 0  | 6  | 4  | 2    |
| 6  | Ecuador   | 3    | 4  | 1  | 1  | 2  | 9  | 8  | 1    |
| 8  | Perú      | 3    | 4  | 1  | 1  | 2  | 7  | 7  | 0    |
| 9  | Venezuela | 0    | 4  | 0  | 0  | 4  | 0  | 8  | -8   |
| 10 | Bolivia   | 0    | 4  | 0  | 0  | 4  | 0  | 33 | -33  |

## Clasificados al Mundial Sub-17 Italia 1991
| Brasil | Uruguay | Argentina |
| ------ | ------- | --------- |